# Axel Aulævill
Axel Aulævill, född 1652 i Stockholm, död 20 mars 1728 i Stockholm, var en svensk ämbetsman.

## Biografi
Axel Aulævill föddes 1652 i Stockholm. Han var son till rådmannen Peter Johansson Axel Aulævillius och Christina Persdotter. Aulævill blev auskultant i Stockholms rådhusrätt och Stockholms kämnärsrätt. Han blev 1676 notarie i justitiekollegium och förmyndarkammaren. 1678 blev han stärbhusnotarie och 2 mars 1683 assistent. Aulævill blev extra ordinarie rådman 1694 och ordinarie rådman 1696. Från 1708 arbetade han som handelsborgmästare i staden och blev 12 december 1708 ledamot i bankofullmäktig. Aulævill alved 1728 i Stockholm och begravdes 26 mars samma år i Riddarholmskyrkan.
Aulævill ägde Hallunda gård i Botkyrka socken.

### Familj
Aulævill gifte sig första gången 30 november 1676 med Anna Karkman (1661–1709). Hon var dotter till rådmannen Henrik Karkman och Marta Simonsdotter Schultz i Stockholm. De fick tillsammans sonen justitieiborgmästaren Peter Aulævill (1677–1757) i Stockholm.
Aulævill gifte sig andra gången 23 december 1709 med Helena Adlerberg. Hon var dotter till ärkebiskopen Olaus Swebilius i Uppsala stift och Elisabet Gyllenadler. Helena Adlerberg var änka efter superintendenten Jonas Laurentii Arnell i Karlstads stift.